# SS-Polizei Selbstschutz Regiment Sandschak
Le SS-Polizei Selbstschutz Regiment Sandschak (en serbe : SS-policijska pukovnija samozaštite Sandžaka), aussi connu sous le nom de Légion Krempler est une unité SS mise sur pied par le SS-Standartenführer Karl von Krempler (en) sur le territoire de Sandžak, une région historique de l’ex-Yougoslavie, située à cheval sur la Serbie et le Monténégro actuels. Composé de volontaires musulmans originaires du Sandžak et d'Albanie partageant une haine des Serbes et des communistes, ce régiment fut actif aux côtés des Allemands de juillet 1944 à mai 1945 sur le territoire yougoslave.

## Contexte
Après l'invasion de la Yougoslavie par l'Axe en avril 1941, une milice est créée par l’État Indépendant de Croatie à partir de volontaires musulmans de la région de Sandžak. Armée de surplus de l'armée royale yougoslave, cette Milice musulmane de Sandžak (en) est initialement placée sous le commandement des Oustachis croates. Cependant, dès septembre 1941, les Oustachis se retirent de la région, laissant derrière eux leurs supplétifs musulmans. Ces derniers passent alors au service des Italiens, qui s'assurent ainsi le contrôle du territoire du Sandžak. Durant deux ans, la milice musulmane combat aussi bien les partisans Tchetniks que communistes. Finalement, elle passe sous contrôle allemand après la capitulation de l'Italie en septembre 1943.
Les Allemands développent considérablement la collaboration avec les unités musulmanes en exigeant que chacune d'entre elles fournissent des hommes en vue d'une incorporation dans diverses unités SS, parfois envoyées sur le front de l'Est. Ils arment également de nouvelles unités de milice, comme un groupe de 400 hommes placés sous le commandement de Hasan Zvizdić (en) et vêtus d'uniformes allemands (à l'exception du fez, qu'ils sont autorisés à porter).

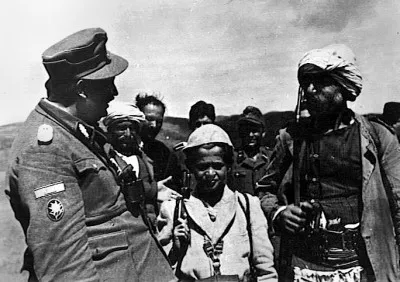
Karl von Krempler discutant avec des volontaires de la milice musulmane du Sandžak.

C'est dans ce contexte de collaboration de plus en plus développée que Karl von Krempler (en) est nommé Höhere SS-und Polizeiführer Sandschak (chef supérieur des SS et de la police du Sandžak) en septembre 1943. Né d'un père autrichien en 1896 dans le royaume de Serbie, Krempler fait figure d'expert des questions relatives à l'Islam dans l'armée allemande. Au cours de la guerre, il met notamment sur pied la 13e division SS Handschar, composée exclusivement de musulmans de Bosnie, et organise en 1941 la rencontre entre Hitler et le grand mufti de Jérusalem, Mohammed Amin al-Husseini.
En fusionnant trois bataillons de collaborationnistes albanais avec plusieurs unités de milice musulmane du Sandžak, von Krempler forme le SS-Polizei Selbstschutz Regiment Sandschak (régiment d'auto-défense du Sandžak), fort de 5000 hommes.

## Histoire
Comme la plupart des unités de supplétifs engagées aux côtés des Allemands à l'Est, le nouveau régiment est doté d'un double commandement. En effet, c'est le hafiz Sulejman Pačariz (en), un religieux islamique d'origine albanaise, qui en assure nominalement le commandement, mais von Krempler organise l'activité quotidienne de l'unité, en lien étroit avec les autorités allemandes dans la région.
Les hommes intégrés à la Légion Krempler suivirent deux mois de formation à Raška et Vučitrn, où ils étaient encadrés par des Volksdeutsche. En dehors de l'entraînement strictement militaire, les recrues apprenaient aussi l'allemand. Le commandement allemand du régiment change en juin 1944, passant de Karl von Krempler à Richard Kaaserer (en), un SS-Oberführer connu pour avoir été l'auteur de plusieurs massacres de civils serbes en 1942 et avoir été condamné par une cour martiale allemande en raison des mauvais traitements infligés aux recrues de son bataillon au sein de la 7e division SS Prinz Eugen.

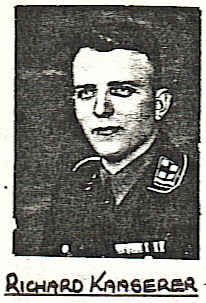
L'une des rares photos existantes de Richard Kaaserer.

Après ce temps de formation, le régiment fut engagé en 1944 contre les partisans yougoslaves, très bien implantés dans le Sandžak. À partir du 18 juillet, elle participe à l'opération anti-guérilla Draufgänger (en) dans la vallée de la rivière Ibar. En août, il participe aux trois opérations Rübezahl, dans la région de Bijelo Polje et Prijepolje. Dans les deux cas, le régiment est chargé d'empêcher les mouvements des partisans pour faciliter leur anéantissement par la division SS Skanderberg. Cependant, la poussée de l'Armée rouge vers Belgrade force le régiment à reculer, comme toutes les autres forces de l'Axe dans la région à la fin de l'été 1944. Le 16 octobre, il est pratiquement anéanti par une attaque de partisans près du village de Duga Poljana. En novembre, le régiment est privé de son commandant allemand lorsque Richard Kaaserer est transféré en Norvège.
Seules quelques centaines de survivants suivent Sulejman Pačariz (en) à Sarajevo pour placer les restes du régiment musulman du Sandžak sous les ordres du général oustachi Vjekoslav Luburić. Intégré aux troupes oustachies et renforcé par de nouvelles recrues, le régiment commandé par Pačariz participe aux combats contre les partisans au sud de Sarajevo, subissant encore de lourdes pertes. Après la chute de la ville le 6 avril 1945, de nombreux membres du régiment sont sommairement exécutés par les communistes. Après cette défaite, les rares membres restants du régiment se dispersèrent, certains pour aller défendre Zagreb, tandis que d'autres se réfugièrent en Autriche, où ils furent démobilisés lors de la capitulation allemande.
Capturé en 1945 près de Banja Luka, Sulejman Pačariz (en) est reconnu coupable de crimes de guerre lors de son service dans le SS-Polizei Selbstschutz Regiment Sandschak, condamné à mort et exécuté. Richard Kaaserer (en), lui, est extradé vers la Yougoslavie par la Norvège, où il a terminé la guerre. Condamné à mort le 22 décembre 1946 pour les atrocités commises durant sa carrière, il est pendu à Belgrade en janvier 1947. Karl von Krempler (en) n'est jamais accusé de crime de guerre par la justice et termine sa vie en Autriche en 1972.

## Membres connus
- Karl von Krempler (en)
- Richard Kaaserer (en)
- Sulejman Pačariz (en)
- Džemail Koničanin
- Hasan Zvizdić (en)
- Ćazim Sijarić (en)